# Sclateria naevia
A Sclateria naevia a madarak osztályának verébalakúak (Passeriformes) rendjébe és a hangyászmadárfélék (Thamnophilidae) családjába tartozó Sclateria nem egyetlen faja.

## Előfordulása
Trinidad és Tobago, valamint Bolívia, Brazília, Kolumbia, Ecuador, Francia Guyana, Guyana, Peru, Suriname és Venezuela területén honos.

## Alfajai
- Sclateria naevia naevia (J. F. Gmelin, 1788)
- Sclateria naevia diaphora Todd, 1913
- Sclateria naevia toddi Hellmayr, 1924
- Sclateria naevia argentata (Des Murs, 1856)

## Megjelenése
Testhossza 15 centiméter.

## Külső hivatkozások
- Képek az interneten a fajról
- Internet Bird Collection - videók a fajról
- Xeno-canto.org - a faj hangja és elterjedési területe